# Шемен (Марна)
Шемен (фр. Chemin) насеље је и општина у североисточној Француској у региону Шампањ-Арден, у департману Марна која припада префектури Сент Манеу.
По подацима из 2011. године у општини је живело 60 становника, а густина насељености је износила 9,62 становника/km². Општина се простире на површини од 6,24 km². Налази се на средњој надморској висини од 169 метара.

## Демографија
| 1962. | 1968. | 1975. | 1982. | 1990. | 1999. | 2011. |
| ----- | ----- | ----- | ----- | ----- | ----- | ----- |
| 46    | 86    | 54    | 51    | 50    | 40    | 60    |

График промене броја становника у току последњих година